# Hans Engelland
Hans Engelland (* 23. Juni 1903 in Föhrden; † 4. November 1970 in Kiel) war ein deutscher evangelisch-lutherischer Theologe.

## Leben und Wirken
Hans Engelland kam als Sohn eines Landwirt nahe Rendsburg zur Welt. Er besuchte eine Schule in seiner Geburtsstadt und ein Gymnasium in Rendsburg. Nach der Ostern 1923 bestandenen Reifeprüfung studierte er Evangelische Theologie an Universitäten in Tübingen, Göttingen und Berlin. Vom Herbst 1928 bis zum Frühjahr 1931 assistierte er Karl Heim an der Tübinger Universität. Am 10. Mai 1930 promovierte er bei Heim mit Auszeichnung über Die Frage der Gotterkenntnis bei Melanchthon. Im selben Jahr folgte die Habilitation über Glauben und Handeln Philipp Melanchthons. Bis zum Wintersemester 1932/33 lehrte Engelland Systematische Theologie in Tübingen. Da er dort keine freie Planstelle erhielt, wechselte er zum Sommersemester 1933 an die Universität Kiel, an der er Dogmatik lehrte.
Während der Zeit des Nationalsozialismus sah sich der parteilose Engelland in Kiel schnell Anfeindungen von nationalsozialistischen Kollegen, darunter Hermann Mandel, ausgesetzt. Die Gauführung des NS-Studentenbundes aus Schleswig-Holstein hielt in ihrem Mitteilungsblatt NS-Student 1935 fest, dass Engelland mit seinen Ansichten „dem ewigen Sittlichkeits- und Moralgefühl der germanischen Rasse“ nicht entspreche. Mitglieder des Studentenbundes setzten sich erfolgreich für die Entlassung des Theologen ein, der außerdem auf alle mit der Habilitation verbundenen Rechte verzichten musste. Zum 4. Juni 1935 musste er aufgrund von Paragraph 6 des Gesetzes zur Wiederherstellung des Berufsbeamtentums die Lehrbefugnis abgeben. Die Gestapo verhängte gegen ihn vom 25. November 1935 bis zum 30. April 1936 ein Redeverbot.
Vom 1. Juli 1935 bis zum 31. März 1936 übernahm Engelland Vikarien in Preetz und Kiel. Nach dem zweiten theologischen Examen am 14. April 1936 in Kiel wurde er fünf Tage später von Wilhelm Halfmann in der Kieler Lutherkirche ordiniert. Da seine Promotion als erstes theologisches Examen anerkannt worden war, hatte er dieses nicht ablegen müssen.
Vom 1. September 1936 bis zur Auflösung durch die Gestapo am 10. Dezember lehrte er als hauptberuflicher Dozent und Inspektor des Seminars für den volksmissionarischen Dienst der Kirche an der Apologetischen Centrale in Berlin-Spandau. In seinem Unterricht behandelte er die Bibel, Dogmatik, Ethik, Apologetik, Innere Mission und die wesentlichen Punkte der Kirchengeschichte. Vom 1. Juni 1938 bis Ende Oktober 1948 hatte Engelland eine Stelle als Pastor des Diakonissen-Mutterhauses „Elisabethstift“ in Oldenburg, dem er auch vorstand. Vom 23. Oktober 1940 bis zum 25. August 1945 musste er Kriegsdienst leisten und verbrachte einige Zeit in sowjetischer Kriegsgefangenschaft.
Nach dem Ende des Zweiten Weltkriegs lehnte Engelland im September 1945 einen Ruf als Bischofsvikar nach Schleswig-Holstein ebenso ab wie eine Direktorenstelle beim Kaiserswerther Verband deutscher Diakonissen-Mutterhäuser. Vom 1. November 1948 bis zum 30. September 1954 unterrichtete er hauptberuflich Systematische Theologie an der Kirchlichen Hochschule Hamburg, wo er am 6. Juli 1950 zum „Professor der Theologie an der Kirchlichen Hochschule Hamburg“ berufen wurde. Vom Wintersemester 1949/50 bis zum Wintersemester 1951/52 übernahm er einen Lehrauftrag am Pädagogischen Institut, an dem er angehende Religionslehrer ausbildete. Nachdem die Kirchliche Hochschule aufgelöst worden war, erhielt er zum 29. Oktober 1954 einen Ruf als Honorarprofessor der Evangelisch-Theologischen Fakultät der Hamburger Universität.
Ab August 1954 übernahm Engelland in Vertretung den Posten des Rektors des Diakonissenmutterhauses Amalie-Sieveking-Haus in Hamburg-Volksdorf. 1962 erhielt er einen Ruf zum Hauptpastor der Hauptkirche Sankt Jacobi. Vom 1. Mai 1963 bis zu seinem Lebensende hatte er einen Lehrstuhl für Systematische Theologie der Universität Kiel inne. Hier widmete er sich insbesondere der Forschung zu Melanchthon und dessen Werken. Gemeinsam mit Edo Osterloh schrieb er das Biblisch-theologische Handwörterbuch zur Lutherbibel und zu den neueren Übersetzungen. Bei seinen Studierenden galt er als freundlicher Seelsorger. Die Kollegen Ernst Dammann und Helmut Thielicke beschrieben Engelland als wissenschaftlich solide arbeitenden und frommen Theologen.
Am 21. November 1960 ernannte die Universität Kiel Hans Engelland zum theologischen Ehrendoktor.

## Veröffentlichungen (Auswahl)
- Die Frage der Gotteserkenntnis bei Melanchthon, München: Chr. Kaiser 1930.
- Melanchthon, Glauben und Handeln, München: Chr. Kaiser 1931.
- Die Gewißheit um Gott und der neuere Biblizismus, München: Chr. Kaiser 1933.
- Gott und Mensch bei Calvin, München: Chr. Kaiser 1934.
- Allein aus Gnaden! Die Lehre von der Rechtfertigung. Theologischer Vortrag vor der Gemeinde auf dem Jahresfest der Breklumer Mission am 20. Juni 1935 (Bekennende Kirche, Heft 37), München: Chr. Kaiser 1936.
- Drei Wege zu Gott? Der völkische Glaube – Der katholische Glaube – Der biblisch-reformatorische Glaube, Berlin: Furche 1938.
- Am Anfang schuf Gott Himmel und Erde. Die biblische Lehre von Schöpfung, Fall und Offenbarung, Berlin: Furche 1938.
- Die Wirklichkeit Gottes und die Gewissheit des Glaubens, Göttingen: Vandenhoeck & Ruprecht 1966.
- Jesus Christus, anders als alle. Verkündigung und Lehre, Metzingen: Brunnquell 1975.